# Тютин, Томас Гэскелл
То́мас Гэ́скелл Тю́тин (англ. Thomas Gaskell Tutin, 1908—1987) — британский ботаник-систематик, член Лондонского королевского общества.

## Биография
Родился 21 апреля 1908 года в Кью в семье Фрэнка Тютина и его супруги Джейн. Учился в Котамской средней школе в Бристоле, в 1927 году поступил в Даунинг-колледж Кембриджского университета. В 1929 году вместе с Эдмундом Уорбергом участвовал в экспедиции на Мадейру и Азорские острова, в 1931 году ездил в экспедицию в Испанию и Марокко, в 1933 году — в Британскую Гайану.
С 1934 года работал в лаборатории Ассоциации морской биологии в Плимуте, где занимался изучением рода Взморник. В 1937 году ездил в экспедицию на озеро Титикака.
В 1938 году Тютин некоторое время работал лаборантом в Кингс-колледже, с 1939 года преподавал в звании ассистента в Манчестерском университете.
В 1942 году женился на Уинифред Пеннингтон, специалисту по озёрным отложениям.
С 1944 года Тютин был старшим преподавателем эмбриологии на ботаническом отделении Университетского колледжа Лестера, с 1947 года был профессором ботаники. В 1967 году он был назначен профессором систематики растений в только что созданной Школе биологических наук. С 1973 по 1985 год работал в гербарии в звании профессора-эмеритуса.
С 1957 по 1961 год Тютин был президентом Ботанического общества Британских островов. В 1977 году ему была вручена золотая медаль Лондонского Линнеевского общества.
С 1945 года Тютин — член Лондонского Линнеевского общества. В 1982 году избран членом Лондонского королевского общества.
Скончался 7 октября 1987 года.

## Некоторые научные работы
- Tutin, T. G. A revision of the genus Pariana (Gramineae) // The Linnaean Society's Journal—Botany. — 1936. — Vol. 50(334). — P. 337—362.
- Clapham, A. R., Tutin, T. G., Warburg, E. F. Flora of the British isles. — Cambridge, 1952. — 1591 p.
- Jermy, A. C., Tutin, T. G. British sedges. — London, 1968. — 199 p. — ISBN 0-901158-00-3.
- Tutin, T. G. Umbellifers of the British Isles. — London, 1980. — 197 p. — ISBN 0-901158-02-X.

## Виды, названные именем Т. Тютина
- Atractylis tutinii Franco, 1975
- Mentha ×tutinii P.Silva, 1966 — Mentha ×maximilianea F.W.Schultz, 1854